# 田中健太 (ホッケー選手)
田中 健太（たなか けんた、1988年5月4日 - ）は、日本のプロフィールドホッケー選手。オランダのH.O.C. Gazellen-Combinatieと日本代表のフィールドホッケーチームでフォワードとしてプレーする。

## 経歴
滋賀県米原市出身。米原市立春照小学校3年生の時にスポーツ少年団でホッケーを始め、米原市立伊吹山中学校、天理高等学校を経て、関西1部リーグ決勝戦常連の立命館大学に進学して、ホッケーを続けた。
2013年に立命館大学産業社会学部卒業後は和歌山県庁に勤務しつつ、箕島ホッケークラブでホッケー選手として活躍。同クラブを母体とする成年男子チームで、2015年の国民体育大会で優勝を果たした。
2018年のアジア大会に男子ホッケー日本代表として出場し、金メダルを獲得。同年、和歌山県庁を30歳で退職し、オランダのプロホッケーリーグに挑戦し、H.O.C. Gazellen-Combinatieに所属した。
現役の選手として活動する傍ら、同年頃から母校・立命館大学のホッケーコーチも務める。
2021年開催の東京オリンピックの男子ホッケー競技の日本代表にも選出された。日本は予選リーグで敗退したものの、田中個人としては5試合でフィールドゴールを5得点挙げ、得点ランキング同率6位に入った。さらにフィールドゴール単独のランキングでは、オーストラリアのティム・ブランドと並び、同率1位の活躍であった。